# باري هامبتون
باري هامبتون (16 يناير 1941 في نيوزيلندا - ) (بالإنجليزية: Barry Hampton)‏ هو لاعب كريكت نيوزلندي. لعب مع Central Districts cricket team ‏.

## وصلات خارجية
- باري هامبتون على موقع إي آس بي آن كريك إنفو (الإنجليزية)